# Puig de Querroig
Der Puig de Querroig ist ein 672 Meter hoher Berg, über den die französisch-spanische Staatsgrenze zwischen der Provinz Girona und dem Roussillon (Département Pyrénées-Orientales) verläuft. Auf seinem Gipfel wurde im 10./11. Jahrhundert eine mittlerweile verfallene Burganlage errichtet.

## Lage
Der Südhang des Puig de Querroig gehört zum Gemeindegebiet des im Norden Kataloniens gelegenen Portbou (Alt Empordà). Sein Nordgrat bildet die Grenze zwischen den beiden französischen Gemeinden Banyuls-sur-Mer (Westseite) und Cerbère (Ostseite).
Der Grenzverlauf wurde vom katalanischen Institut Geografic Nacional mit einem trigonometrischen Punkt (Referenznummer 312076002) versehen.
Der Puig de Querroig kann aus weiter Entfernung gesehen werden und ist vom Mittelmeer aus nach dem Puig Cervera die erste bedeutende Erhebung in westlicher Richtung.
Der Zugang erfolgt gewöhnlich über einen Forstweg vom Coll dels Belitres aus, welcher zirka 3,5 Kilometer weiter östlich liegt. Der Weg folgt dem topographischen Höhenrücken, der die Staatsgrenze bildet, und führt über den Puig dels Frares und den Coll de la Farella zum Gipfel hinauf.

## Geologie
Der Puig de Querroig wird von paläozoischen Schiefern aufgebaut, welche der Hülle aus Metasedimenten des Albères-Massivs angehören. Die Gesteine wurden gegen Ende der variszischen Gebirgsbildung im Oberkarbon regional metamorphosiert und liegen jetzt als Grünschiefer vor (relativ niedrig metamorphe Chloritzone).

## Burganlage
Die Burganlage (Castell de Querroig) auf dem Gipfel dürfte im 10. oder 11. Jahrhundert errichtet worden sein. Nachdem die Anlage verfallen war, wurde im 14. oder 15. Jahrhundert auf den Ruinen ein runder Wachtturm erbaut, von dem heute noch die ersten 7 Meter zu sehen sind.